# Discografia de Adele
A discografia de Adele, cantora e compositora britânica, consiste em quatro álbuns de estúdio, dois extended plays (EPs) e dezesseis singles (incluindo dois como artista convidada). A videografia relacionada da artista é formada por um álbum de vídeo e 11 videoclipes. Interpreta fundamentalmente soul, apesar de misturá-lo a diversos estilos musicais diferentes, como pop, R&B, jazz e rock alternativo. Em setembro de 2006, Adele assinou um contrato com a gravadora XL Recordings e lançou o seu álbum de estreia, 19, em janeiro de 2008. O trabalho foi bem recebido pelos críticos e alcançou o topo do UK Albums Chart e a quarta posição da Billboard 200, recebendo o disco de platina óctuplo pela BPI e de platina triplo pela RIAA. O primeiro single foi "Hometown Glory", seguido por "Chasing Pavements" que alcançou a primeira colocação na VG-lista da Noruega, a segunda no UK Singles Chart e a vigésima primeira na Billboard Hot 100, recebendo disco de platina pela BPI e pela RIAA. A terceira canção de divulgação foi "Cold Shoulder" e a quarta "Make You Feel My Love", que alcançou a quarta posição no UK Singles Chart e foi certificada platina dupla pela BPI e ouro pela RIAA. O álbum rendeu a Adele dois prêmios Grammy, nas categorias "Best New Artist" e "Best Female Pop Vocal Performance" por "Chasing Pavements".
Em janeiro de 2011, Adele lançou o seu segundo disco de originais, 21, que debutou na primeira colocação no UK Albums Chart e foi certificado dezessete vezes platina pela BPI. 21 fez Adele entrar para a edição de 2012 do Guinness Book com três recordes nas paradas britânicas: a primeira vocalista da história a ter dois singles e dois álbuns simultaneamente no top 5 (um feito que só os Beatles conseguiram em 1963), mais semanas consecutivas na primeira posição por uma intérprete, com onze, e mais semanas acumuladas, com vinte e três, e o primeiro álbum da história a vender três milhões de cópias em um único ano. Nos Estados Unidos, o projeto estreou na primeira posição, passando um total de vinte e quatro semanas não sucessivas no topo, tornando-se o disco por uma cantora com mais semanas na primeira posição na história e foi certificado quatorze vezes platina pela RIAA. Na semana seguinte ao Grammy no qual Adele ganhou seis prêmios, incluindo "Album of the Year", ela tornou-se a primeira artista desde os Beatles em 1964 a emplacar três músicas no top 10 e dois álbuns no top 5 ao mesmo tempo nos Estados Unidos. 21 liderou as vendas anuais no território americano em 2011 e 2012, um feito realizado pela última vez em 1983–84 por Thriller, de Michael Jackson.
O primeiro single, "Rolling in the Deep", alcançou a segunda colocação no UK Singles Chart e a primeira na Billboard Hot 100. A canção foi certificada platina tripla pela BPI e oito vezes platina pela RIAA, tornando-se a música mais vendida digitalmente por uma cantora nos Estados Unidos, com 8.444 milhões de cópias. Mundialmente, foram 8.2 milhões de unidades comercializadas em 2011, posicionando a obra na lista de singles com mais downloads pagos no mundo. A segunda faixa de promoção foi "Someone like You", que tornou-se a sua primeira canção número um no Reino Unido e a segunda nos Estados Unidos, recebendo a certificação de platina quádrupla pela BPI e de cinco vezes platina pela RIAA. "Set Fire to the Rain" foi a terceira gravação de trabalho a liderar a parada americana, enquanto "Rumour Has It" e "Turning Tables" serviram como os últimos focos de divulgação do projeto. 21 é o disco mais vendido por uma cantora e o quarto mais comercializado na história da música britânica, e nos Estados Unidos é o 29º mais vendido de sempre. Em âmbito global, foi o álbum mais comercializado em 2011 e 2012 com vendas superiores a trinta e cinco milhões de exemplares, estando entre os que mais venderam em todos os tempos.
Em outubro de 2012, a vocalista lançou "Skyfall" como single para a trilha sonora do filme homônimo. A canção atingiu a segunda posição no UK Singles Chart e a oitava na Billboard Hot 100, conquistando no ano posterior o Golden Globe Award e o Academy Award de "Best Original Song" e em 2014, o Grammy de "Best Song Written for Visual Media". O seu terceiro projeto de estúdio, 25, foi introduzido em novembro de 2015 e quebrou os recordes de vendas na primeira semana tanto em solo britânico, como americano. O disco foi certificado doze vezes platina pela BPI e onze vezes platina pela RIAA, teve vinte e dois milhões de cópias faturadas e conquistou o Grammy de "Album of the Year". Entre os singles, destacou-se o primeiro, "Hello". A obra foi a primeira a ter mais de um milhão de unidades digitais comercializadas em uma semana nos Estados Unidos, debutando no topo da Billboard Hot 100. Adele vendeu mais de 100 milhões de álbuns e singles mundialmente, fazendo dela uma recordista de vendas no mundo.

## Álbuns de estúdio
| Detalhes                                                                                                  | Melhores posições atingidas | Melhores posições atingidas | Melhores posições atingidas | Melhores posições atingidas | Melhores posições atingidas | Melhores posições atingidas | Melhores posições atingidas | Melhores posições atingidas | Melhores posições atingidas | Melhores posições atingidas | Melhores posições atingidas | Melhores posições atingidas | Vendas | Certificações |
| Detalhes                                                                                                  | ALE                         | AUS                         | CAN                         | EUA                         | FRA                         | IRL                         | NOR                         | NZ                          | PB                          | RU                          | SUE                         | SUI                         | Vendas | Certificações |
| --- | --------------------------- | --------------------------- | --------------------------- | --------------------------- | --------------------------- | --------------------------- | --------------------------- | --------------------------- | --------------------------- | --------------------------- | --------------------------- | --------------------------- | --- | --- |
| 19 - Lançamento: 28 de janeiro de 2008 - Gravadora: XL, Columbia - Formatos: CD, download digital, vinil  | 15                          | 3                           | 4                           | 4                           | 15                          | 2                           | 7                           | 3                           | 1                           | 1                           | 11                          | 15                          | - : 8.685.000 - : 214.000 - Estados Unidos: 2.900.000 - : 190.000 - : 2.350.000                               | - ALE: Platina - AUS: 2× Platina - CAN: 3× Platina - EUA: 3× Platina - EUR: 3× Platina - MEX: Ouro - NZ: 2× Platina - PB: 5× Platina - RU: 8× Platina - SUI: Platina                                                       |
| 21 - Lançamento: 19 de janeiro de 2011 - Gravadora: XL, Columbia - Formatos: CD, download digital, vinil  | 1                           | 1                           | 1                           | 1                           | 1                           | 1                           | 1                           | 1                           | 1                           | 1                           | 1                           | 1                           | - : 35.000.000 - : 1.105.000 - : 1.582.000 - : 12.009.000 - : 1.740.000 - : 270.000 - : 350.000 - : 5.000.000 | - ALE: 8× Platina - AUS: 17× Platina - BRA: 3× Diamante - CAN: 2× Diamante - EUA: 14× Platina - EUR: 10× Platina - MEX: Diamante - NZ: 13× Platina - PB: 5× Platina - POL: 2× Diamante - RU: 17× Platina - SUI: 7× Platina |
| 25 - Lançamento: 20 de novembro de 2015 - Gravadora: XL, Columbia - Formatos: CD, download digital, vinil | 1                           | 1                           | 1                           | 1                           | 1                           | 1                           | 1                           | 1                           | 1                           | 1                           | 1                           | 1                           | - : 22.000.000 - : 1.093.000 - Estados Unidos: 9.517.000 - : 859.000 - : 107.000 - : 230.000 - : 3.249.094    | - ALE: 6× Platina - AUS: 10× Platina - BRA: Diamante - CAN: Diamante - EUA: 11× Platina - MEX: 2× Platina - NZ: 10× Platina - POL: Diamante - RU: 12× Platina - SUI: 6× Platina                                            |
| 30 - Lançamento: 19 de novembro de 2021 - Gravadora: Columbia - Formatos: CD, download digital, vinil     | 1                           | 1                           | 1                           | 1                           | 1                           | 1                           | 1                           | 1                           | 1                           | 1                           | 1                           | 1                           | ● : 5.540.000                                                                                                 | |

## Álbuns ao vivo
| Detalhes | Detalhes |
| Weekends with Adele Live in Las Vegas (Edição Limitada) - Lançamento: Fevereiro de 2025 - Gravadora: Columbia - Formatos: LP |          |
| --- | -------- |

## Extended plays(EPs)
| Detalhes | Melhores posições atingidas | Melhores posições atingidas | Melhores posições atingidas | Melhores posições atingidas |
| Detalhes | EUA                         | FRA                         | IRL                         | RU                          |
| --- | --------------------------- | --------------------------- | --------------------------- | --------------------------- |
| iTunes Live from SoHo - Lançamento: 3 de fevereiro de 2009 - Gravadora: XL - Formatos: download digital     | 105                         | —                           | —                           | —                           |
| iTunes Festival: London 2011 - Lançamento: 12 de julho de 2011 - Gravadora: XL - Formatos: download digital | 50                          | 112                         | 45                          | 74                          |
| "—" indica uma obra que não entrou na tabela musical correspondente.                                        |                             |                             |                             |                             |

## Singles

### Como artista principal
| Ano                                                                  | Canção                             | Melhores posições atingidas | Melhores posições atingidas | Melhores posições atingidas | Melhores posições atingidas | Melhores posições atingidas | Melhores posições atingidas | Melhores posições atingidas | Melhores posições atingidas | Melhores posições atingidas | Melhores posições atingidas | Melhores posições atingidas | Melhores posições atingidas | Certificações | Álbum   |
| Ano                                                                  | Canção                             | ALE                         | AUS                         | CAN                         | EUA                         | FRA                         | IRL                         | NOR                         | NZ                          | PB                          | RU                          | SUE                         | SUI                         | Certificações | Álbum   |
| -------------------------------------------------------------------- | ---------------------------------- | --------------------------- | --------------------------- | --------------------------- | --------------------------- | --------------------------- | --------------------------- | --------------------------- | --------------------------- | --------------------------- | --------------------------- | --------------------------- | --------------------------- | --- | ------- |
| 2007                                                                 | "Hometown Glory"                   | —                           | —                           | —                           | —                           | 51                          | —                           | —                           | —                           | 86                          | 19                          | —                           | —                           | - CAN: Ouro - RU: Platina | 19      |
| 2008                                                                 | "Chasing Pavements"                | 46                          | —                           | 21                          | 21                          | —                           | 7                           | 1                           | —                           | 3                           | 2                           | 37                          | —                           | - CAN: Platina - DIN: Ouro - EUA: Platina - ITA: Ouro - NOR: Ouro - RU: Platina                                                                                        | 19      |
| 2008                                                                 | "Cold Shoulder"                    | —                           | —                           | —                           | —                           | —                           | —                           | —                           | —                           | 68                          | 18                          | —                           | —                           | | 19      |
| 2008                                                                 | "Make You Feel My Love"            | —                           | —                           | —                           | —                           | —                           | 5                           | —                           | —                           | 1                           | 4                           | 44                          | —                           | - CAN: 2× Platina - DIN: Ouro - EUA: Ouro - ITA: Platina - RU: 2× Platina                                                                                              | 19      |
| 2010                                                                 | "Rolling in the Deep"              | 1                           | 3                           | 1                           | 1                           | 3                           | 2                           | 8                           | 3                           | 1                           | 2                           | 11                          | 1                           | - ALE: Platina - AUS: 7× Platina - BRA: Platina - CAN: Diamante - DIN: Platina - EUA: 8× Platina - ITA: 4× Platina - NZ: 3× Platina - RU: 3× Platina - SUI: 3× Platina | 21      |
| 2011                                                                 | "Someone like You"                 | 4                           | 1                           | 2                           | 1                           | 1                           | 1                           | 5                           | 1                           | 2                           | 1                           | 3                           | 1                           | - ALE: Platina - AUS: 7× Platina - BRA: Platina - CAN: Diamante - DIN: 2× Platina - EUA: 5× Platina - ITA: 7× Platina - NZ: 3× Platina - RU: 4× Platina                | 21      |
| 2011                                                                 | "Set Fire to the Rain"             | 6                           | 11                          | 2                           | 1                           | 9                           | 6                           | 4                           | 8                           | 1                           | 11                          | 13                          | 4                           | - ALE: Platina - AUS: 3× Platina - BRA: Platina - CAN: 6× Platina - DIN: Platina - EUA: 4× Platina - ITA: 3× Platina - NZ: Platina - RU: 2× Platina - SUI: Platina     | 21      |
| 2011                                                                 | "Rumour Has It"                    | 68                          | 69                          | 16                          | 16                          | 172                         | —                           | —                           | —                           | 52                          | 85                          | —                           | —                           | - AUS: Ouro - CAN: 2× Platina - EUA: 2× Platina - ITA: Ouro - RU: Prata                                                                                                | 21      |
| 2011                                                                 | "Turning Tables"                   | 85                          | 34                          | 60                          | 63                          | —                           | —                           | —                           | —                           | 45                          | 62                          | —                           | —                           | - AUS: Ouro - BRA: Ouro - CAN: Platina - EUA: Ouro - ITA: Platina - RU: Ouro                                                                                           | 21      |
| 2012                                                                 | "Skyfall"                          | 1                           | 5                           | 3                           | 8                           | 1                           | 1                           | 7                           | 2                           | 1                           | 2                           | —                           | 1                           | - ALE: Platina - AUS: Ouro - CAN: 5× Platina - DIN: Platina - EUA: Platina - ITA: 3× Platina - NZ: Ouro - RU: Platina                                                  | Skyfall |
| 2015                                                                 | "Hello"                            | 1                           | 1                           | 1                           | 1                           | 1                           | 1                           | 1                           | 1                           | 1                           | 1                           | 1                           | 1                           | - ALE: Platina - AUS: 7× Platina - CAN: Diamante - DIN: 3× Platina - EUA: 7× Platina - ITA: 6× Platina - NZ: 4× Platina - RU: 3× Platina - SUI: Platina                | 25      |
| 2016                                                                 | "When We Were Young"               | 29                          | 13                          | 9                           | 14                          | 15                          | 12                          | 23                          | 23                          | 24                          | 9                           | 16                          | 5                           | - AUS: Platina - CAN: 3× Platina - DIN: Platina - EUA: Platina - ITA: Platina - NZ: Ouro - RU: Platina                                                                 | 25      |
| 2016                                                                 | "Send My Love (To Your New Lover)" | 31                          | 13                          | 10                          | 8                           | 45                          | 7                           | —                           | 4                           | 32                          | 5                           | 28                          | 18                          | - AUS: Platina - CAN: 4× Platina - DIN: Ouro - EUA: Platina - ITA: Platina - NZ: Platina - RU: Platina                                                                 | 25      |
| 2016                                                                 | "Water Under the Bridge"           | 80                          | 23                          | 37                          | 26                          | 56                          | 27                          | —                           | 15                          | 71                          | 39                          | 74                          | 77                          | - AUS: Ouro - CAN: Platina - DIN: Ouro - EUA: Ouro - ITA: Ouro - NZ: Ouro - RU: Platina                                                                                | 25      |
| 2021                                                                 | "Easy on Me"                       | 1                           | 1                           | 1                           | 1                           | 2                           | 1                           | 1                           | —                           | 1                           | 1                           | 1                           | —                           | | 30      |
| 2022                                                                 | "Oh My God"                        | 24                          | 6                           | 8                           | 5                           | 48                          | 3                           | 6                           | 4                           | 6                           | 2                           | 2                           | 7                           | | 30      |
| 2022                                                                 | "I Drink Wine"                     | —                           | 10                          | 10                          | 18                          | 81                          | 5                           | 18                          | 7                           | 30                          | 4                           | 10                          | —                           | | 30      |
| "—" indica uma obra que não entrou na tabela musical correspondente. |                                    |                             |                             |                             |                             |                             |                             |                             |                             |                             |                             |                             |                             | |         |

### Como artista participante
| Ano                                                                  | Canção                                        | Melhores posições atingidas | Álbum                   |
| Ano                                                                  | Canção                                        | RU                          | Álbum                   |
| -------------------------------------------------------------------- | --------------------------------------------- | --------------------------- | ----------------------- |
| 2008                                                                 | "Many Shades of Black" (com The Raconteurs)   | —                           | Consolers of the Lonely |
| 2009                                                                 | "Water and a Flame" (com Daniel Merriweather) | 180                         | Love & War              |
| "—" indica uma obra que não entrou na tabela musical correspondente. |                                               |                             |                         |

### Outras canções
| Ano                                                                  | Canção                                              | Melhores posições atingidas | Melhores posições atingidas | Melhores posições atingidas | Melhores posições atingidas | Melhores posições atingidas | Melhores posições atingidas | Melhores posições atingidas | Melhores posições atingidas | Certificações                       | Álbum                        |
| Ano                                                                  | Canção                                              | ALE                         | AUS                         | CAN                         | EUA                         | FRA                         | IRL                         | RU                          | SUI                         | Certificações                       | Álbum                        |
| -------------------------------------------------------------------- | --------------------------------------------------- | --------------------------- | --------------------------- | --------------------------- | --------------------------- | --------------------------- | --------------------------- | --------------------------- | --------------------------- | ----------------------------------- | ---------------------------- |
| 2008                                                                 | "Daydreamer"                                        | —                           | —                           | —                           | —                           | —                           | —                           | 171                         | —                           |                                     | 19                           |
| 2010                                                                 | "My Same"                                           | 61                          | —                           | —                           | —                           | —                           | —                           | —                           | —                           |                                     | 19                           |
| 2011                                                                 | "Don't You Remember"                                | —                           | —                           | —                           | —                           | —                           | —                           | —                           | —                           | - BRA: Ouro - CAN: Ouro - RU: Prata | 21                           |
| 2011                                                                 | "Lovesong"                                          | —                           | —                           | —                           | —                           | —                           | —                           | —                           | —                           | - CAN: Ouro                         | 21                           |
| 2011                                                                 | "One and Only"                                      | —                           | —                           | —                           | —                           | —                           | —                           | 99                          | —                           | - CAN: Ouro - RU: Prata             | 21                           |
| 2012                                                                 | "I Can't Make You Love Me"                          | —                           | —                           | —                           | —                           | —                           | 78                          | 37                          | —                           |                                     | iTunes Festival: London 2011 |
| 2015                                                                 | "All I Ask"                                         | —                           | 65                          | —                           | 77                          | 66                          | 93                          | 41                          | —                           | - CAN: Ouro - RU: Prata             | 25                           |
| 2015                                                                 | "I Miss You"                                        | —                           | —                           | —                           | —                           | 92                          | —                           | —                           | —                           |                                     | 25                           |
| 2015                                                                 | "Love in the Dark"                                  | 79                          | —                           | —                           | —                           | 39                          | —                           | 169                         | —                           |                                     | 25                           |
| 2015                                                                 | "Million Years Ago"                                 | 74                          | 84                          | 97                          | —                           | 42                          | 94                          | 64                          | —                           |                                     | 25                           |
| 2015                                                                 | "Remedy"                                            | 83                          | 94                          | 69                          | 87                          | 47                          | —                           | 145                         | 30                          | - CAN: Ouro                         | 25                           |
| 2015                                                                 | "River Lea"                                         | 97                          | —                           | —                           | —                           | 80                          | —                           | —                           | —                           |                                     | 25                           |
| 2015                                                                 | "Sweetest Devotion"                                 | —                           | —                           | —                           | —                           | 159                         | —                           | —                           | —                           |                                     | 25                           |
| 2021                                                                 | "My Little Love"                                    |                             |                             |                             | 23                          |                             |                             |                             |                             |                                     | 30                           |
| 2021                                                                 | "Can I Get It"                                      |                             |                             |                             | 26                          |                             |                             |                             |                             |                                     | 30                           |
| 2021                                                                 | "All Night Parking (Interlude)" (with Errol Garner) |                             |                             |                             | 53                          |                             |                             |                             |                             |                                     | 30                           |
| 2021                                                                 | "Cry Your Heart Out"                                |                             |                             |                             | 44                          |                             |                             |                             |                             |                                     | 30                           |
| 2021                                                                 | "Strangers By Nature"                               |                             |                             |                             | 41                          |                             |                             |                             |                             |                                     | 30                           |
| 2021                                                                 | "Woman Like Me"                                     |                             |                             |                             | 55                          |                             |                             |                             |                             |                                     | 30                           |
| 2021                                                                 | "To Be Loved"                                       |                             |                             |                             | 32                          |                             |                             |                             |                             |                                     | 30                           |
| 2021                                                                 | "Hold On"                                           |                             |                             |                             | 49                          |                             |                             |                             |                             |                                     | 30                           |
| 2021                                                                 | "Love Is A Game"                                    |                             |                             |                             | 56                          |                             |                             |                             |                             |                                     | 30                           |
| "—" indica uma obra que não entrou na tabela musical correspondente. |                                                     |                             |                             |                             |                             |                             |                             |                             |                             |                                     |                              |

## Outras aparições
| Ano  | Canção                                                         | Notas                                                                                               |
| ---- | -------------------------------------------------------------- | --------------------------------------------------------------------------------------------------- |
| 2007 | "My Yvonne" (com Jack Peñate)                                  | Presente no álbum Matinée.                                                                          |
| 2008 | "Last Nite" (cover dos Strokes)                                | Versões covers gravadas para o programa Live Lounge da BBC Radio 1.                                 |
| 2008 | "Black and Gold" (cover de Sam Sparro)                         | Versões covers gravadas para o programa Live Lounge da BBC Radio 1.                                 |
| 2009 | "Every Glance" (com Jack Peñate)                               | Presente no álbum Everything Is New.                                                                |
| 2011 | "Promise This" (cover de Cheryl Cole)                          | Versão cover gravada para o programa Live Lounge da BBC Radio 1.                                    |
| 2011 | "Reminded" (com Tyga)                                          | Presente no álbum Black Thoughts 2.                                                                 |
| 2011 | "Rolling in the Deep"                                          | Presente na trilha sonora internacional da telenovela Morde & Assopra.                              |
| 2011 | "Someone like You"                                             | Presente na trilha sonora internacional da telenovela Fina Estampa.                                 |
| 2012 | "Make You Feel My Love" (ao vivo no WXPN) (cover de Bob Dylan) | Presente no disco Chimes of Freedom: Songs of Bob Dylan Honoring 50 Years of Amnesty International. |
| 2012 | "Set Fire to the Rain"                                         | Presente na trilha sonora internacional da telenovela Avenida Brasil.                               |
| 2017 | "Hiding My Heart"                                              | Versão cover gravada para o álbum Cover Stories.                                                    |

## Videografia

### Álbuns de vídeo
| Detalhes | Melhores posições atingidas | Melhores posições atingidas | Melhores posições atingidas | Melhores posições atingidas | Melhores posições atingidas | Melhores posições atingidas | Melhores posições atingidas | Melhores posições atingidas | Melhores posições atingidas | Vendas                                    | Certificações |
| Detalhes | ALE                         | AUS                         | EUA                         | FRA                         | PB                          | POR                         | RU                          | RU Music                    | SUI                         | Vendas                                    | Certificações |
| --- | --------------------------- | --------------------------- | --------------------------- | --------------------------- | --------------------------- | --------------------------- | --------------------------- | --------------------------- | --------------------------- | ----------------------------------------- | --- |
| Live at the Royal Albert Hall - Lançamento: 28 de novembro de 2011 - Gravadora: XL - Formatos: CD, DVD, Blu-ray | 5                           | 1                           | 1                           | 1                           | 1                           | 1                           | 32                          | 2                           | 1                           | - : 3.000.000 - Estados Unidos: 1.097.000 | - ALE: 4× Platina (DVD) - AUS: 7× Platina (DVD) - BRA: 2× Diamante (CD) - BRA: 6× Diamante (DVD) - CAN: Diamante (DVD) - ESP: Ouro (CD) - EUA: 10× Platina (DVD) - ITA: Ouro (CD) - MEX: 2× Platina + Ouro (CD) - POR: Ouro (CD) - RU: 3× Platina (DVD) |

### Vídeos musicais

#### Como artista principal
| Ano  | Canção                             | Diretor           |
| ---- | ---------------------------------- | ----------------- |
| 2008 | "Chasing Pavements"                | Mathew Cullen     |
| 2008 | "Cold Shoulder"                    | Phil Griffin      |
| 2008 | "Make You Feel My Love"            | Mat Kirkby        |
| 2009 | "Hometown Glory"                   | Rocky Schenck     |
| 2010 | "Rolling in the Deep"              | Sam Brown         |
| 2011 | "Someone like You"                 | Jake Nava         |
| 2015 | "Hello"                            | Xavier Dolan      |
| 2016 | "Send My Love (To Your New Lover)" | Patrick Daughters |
| 2021 | "Easy on Me"                       | Xavier Dolan      |
| 2022 | "Oh My God"                        | Sam Brown         |
| 2022 | "I Drink Wine"                     | Joe Talbot        |